# Гурідов Максим Романович
Макси́м Рома́нович Гурі́дов (нар. 12 червня 1996, Донецьк, Україна) — український футболіст, воротар вінницької «Ниви».

## Життєпис
Максим Гурідов народився 12 червня 1996 року в місті Донецьку. У ДЮФЛУ до 2013 року виступав у складі донецького «Шахтаря». Із 2013 по 2015 рік був на контракті в дорослій команді донецького «Шахтаря», але за головну команду «гірників» так і не зіграв жодного матчу. Натомість, у цей період виступав за фарм-клуб «гірників», команду «Шахтар-3», у складі якого зіграв 3 матчі та пропустив у свої ворота 3 м'ячі. У сезоні 2015/16 перебував на контракті в іншій донецькій команді — «Олімпік». Але, як і у складі «Шахтаря», за головну команду не зіграв жодного матчу, натомість виступав за дублювальний склад «Олімпіка», де зіграв 6 поєдинків та пропустив 12 м'ячів.
Напередодні сезону 2016/17 перейшов до складу «Інгульця» (Петрово), але за головну команду також не виступав, але грав у друголіговому фарм-клубі основної команди, у клубі «Інгулець-2». За свою нову команду у Другій лізі Максим дебютував 18 вересня 2016 року в матчі 10-го туру проти херсонського «Кристала», у якому друга команда «Інгульця» здобула перемогу з рахунком 2:1.